# Philadelphus reevesianus
Philadelphus reevesianus là một loài thực vật có hoa trong họ Tú cầu. Loài này được S.Y. Hu miêu tả khoa học đầu tiên năm 1955.